# Mario Cavedon
Mario Cavedon (Milano, 6 aprile 1920 – Milano, 1º giugno 2009) è stato un astronomo e divulgatore scientifico italiano.

## Biografia
Dopo essersi laureato in matematica nel 1949, inizia a lavorare dapprima come volontario, e poi come aiuto-astronomo, all'Osservatorio astronomico di Brera (Milano). Qui si occupa dello studio delle orbite di piccoli pianeti e delle perturbazioni dei corpi celesti. In questo stesso periodo si sposa e ha due figli.
Dal 1956 al 1959 si trasferisce in Svizzera, dove lavora all'Osservatorio astronomico di Neuchâtel.
Al suo rientro in Italia prosegue la collaborazione con il Planetario di Milano di cui è il responsabile e l'organizzatore dell'attività scientifica dal 1973 al 1989.
Inoltre dal 1960 al 1963, insieme a Lorenzo e Massimiliano Lunelli, si è occupato della conduzione dell'elaboratore Univac USS90 utilizzato da Università e Politecnico di Milano.
Oltre ad essere autore di numerosi articoli pubblicati sul Corriere della Sera ed altri quotidiani, nel 1978 fonda la rivista L'Astronomia insieme a Margherita Hack.
Gli è stato dedicato un asteroide, 331316 Cavedon .